# Grewia rolfei
Grewia rolfei är en malvaväxtart som beskrevs av Elmer Drew Merrill. Grewia rolfei ingår i släktet Grewia och familjen malvaväxter. Inga underarter finns listade i Catalogue of Life.